# Zapoljarny (Jamalië)
Zapoljarny (Russisch: Заполярный) is een nederzetting met stedelijk karakter in het noorden van het Russische autonome district Jamalië. De plaats ligt aan de weg van Pangody naar Jamburg aan de rivier de Nyda.
De plaats werd gevormd bij de bouw van het compressorstation Nyda bij het aardgasveld Medvezje. In 1998 kreeg de plaats de status van werknederzetting en nederzetting met stedelijk karakter. In de plaats van net iets meer als duizend inwoners bevinden zich onder andere een middelbare school en een peuterspeelzaal, een cultureel centrum en een hotel.
Bestuurlijk centrum: Nadym

Jagelny · Jamburg · Koetopjoegan · Lonjoegan · Nori · Nyda · Pangody · Pravochettinski · Priozerny · Stary Nadym · Zapoljarny